# Nemesea
Nemesea est un groupe de metal symphonique néerlandais, originaire de Groningue. Formé en 2002, le groupe est mené par la chanteuse Manda Ophuis. Leur style musical est fortement influencé par celle d'After Forever. Cependant, depuis l'album In Control, leur style musical devient plus axé rock, avec quelques éléments de musique électronique.

## Biographie

### Débuts (2002–2004)
Le groupe est formé en septembre 2002 par la chanteuse Manda Ophuis et le guitariste Hendrik Jan de Jong à Groningue, aux Pays-Bas. Ils sont ensuite rejoints par Sonny Onderwater à la basse. En avril 2003, le groupe joue son premier concert en première partie d'After Forever, et l'est resté pour le reste de l'année. Ils attirent ainsi l'intérêt des labels, signant ensuite chez Ebony Tears en novembre 2003.
En novembre 2004, Nemesea publie son premier album studio, Mana, sur le label Ebony Tears. L'album est alors catégorisé comme du métal gothique. Lors d'une entrevue, Manda Ophuis explique que l'écriture des chansons a dû se faire rapidement, ce qui explique le peu d'originalité de l'album en comparaison avec d'autres groupes musicaux avec une chanteuse.
Puis ils tournent aux Pays-Bas et en Belgique jusqu'en décembre 2005. Cela leur permet de bien s'établir dans la scène metal gothique et symphonique européenne.

### In ControletPure Live @ P3(2005–2009)

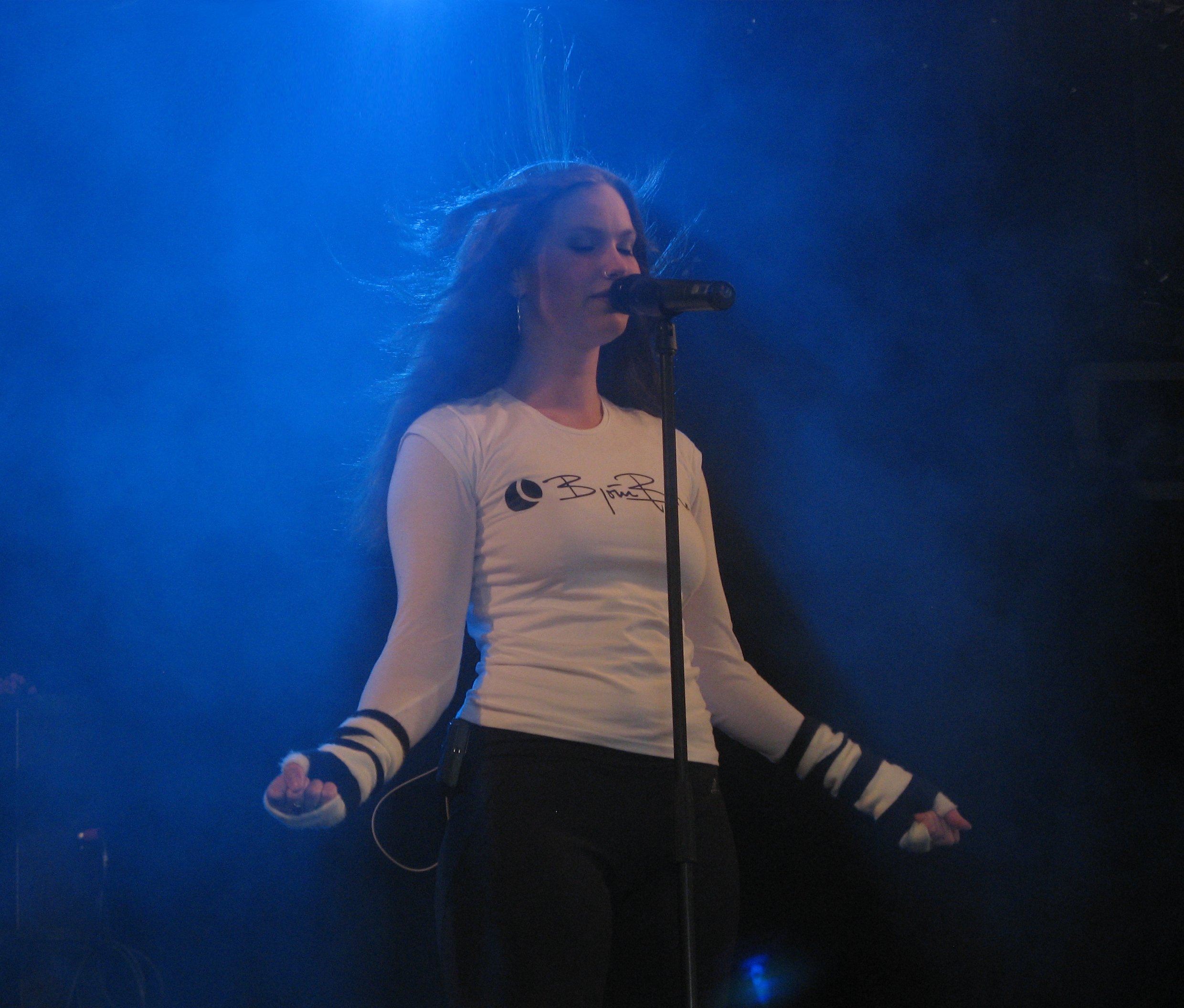
Manda Ophuis sur scène avec Nemesea, en 2008.

Pour leur deuxième album, Nemesea a des entretiens avec quelques grandes maisons de disques, mais ils décident finalement de le réaliser par le site néerlandais de crowdsourcing Sellaband. Ils sont le premier groupe à récolter plus de 50 000 $ par ses fans. L'album, appelé In Control, est publié le 21 juin 2007. Il est mixé par Ronald Prent, et co-produit par Tony Platt.
Pour Manda Ophuis, le style de l'album est du rock avec des éléments trance et électro.
Un accord de distribution est trouvé avec Rough Trade pour le vendre dans le Benelux. Par ailleurs, le groupe signe un contrat de réservation avec AT Productions et trouvé un nouveau manager en la personne de David Arden, frère de Sharon Osbourne et ancien manager de James Brown.
L'album live Pure: Live @ P3 sort le 7 septembre 2009.

### The Quiet Resistance(2010–2011)
En juillet 2010, le groupe annonce qu'ils enregistrent un nouvel album studio. La nouvelle chanson Caught in the Middle est postée sur YouTube, et sera sur le nouvel album, The Quiet Resistance. Il est publié le 17 novembre 2011 et compte quelques invités comme Charlotte Wessels de Delain, Markus Klavan de BulletProof Messenger et Heli Reissenweber de Stahlzeit.

### Uprise(depuis 2012)
Le 9 août 2012, le guitariste Hendrik Jan de Jong poste une photo sur Facebook montrant qu'ils travaillent sur un quatrième album. Le 2 avril 2015, le groupe s'attèle à la préproduction de trois chansons aux Key Studios et Mastersound Studios.
Le groupe poste la pochette de l'album sur Facebook le 28 janvier 2016, et annonce sa sortie pour le 29 avril 2016. Avec Uprise, Nemesea passe du heavy metal au rock. Le 1er août 2016, trois mois après la sortie de leur quatrième album, le groupe annonce sur son site officiel le départ de la chanteuse Manda Ophuis. Cette dernière renonce à son rêve de devenir chanteuse pour se consacrer entièrement à l'éducation d'enfants. Le groupe en profite pour rassurer leurs fans sur l'avenir du groupe et annonce le retour de Steven Bouma à la batterie.

## Membres

### Membres actuels
- Hendrik Jan de Jong - guitare (depuis 2002)
- Sonny Onderwater - basse (depuis 2002)
- Steven Bouma - batterie (2006-2011, depuis 2016)
- Sanne Mieloo - chant (depuis 2017) [13]

### Anciens membres
- Chris Postma - batterie (2002-2005)
- Sander Zoer - batterie (2005-2006)
- Martijn Pronk - guitare (2002-2007)
- Berto Booijink - claviers (2002-2007)
- Lasse Dellbrugge - claviers (2009-2015)
- Frank van der Star - batterie (2011-2015)
- Manda Ophuis - chant (2002-2016)

## Discographie

### Albums studio
- 2004: Mana
- 2007: In Control
- 2011: The Quiet Resistance
- 2016: Uprise
- 2019: White Flag[14]

### Album live
- 2009: Pure: Live @ P3

## Vidéographie
- 2016 : Forever, tiré de Uprise (réalisé par Patric Ullaeus (clip))